# Maria Tănase 3 – Folk Romanian Songs, Recordings 1955–1958

Maria Tănase 3 – Folk Romanian Songs, Recordings 1955–1958 este un album al cântăreței de muzică populară Maria Tănase. Acompaniază orchestra Victor Predescu (6, 7, 8, 11, 16), orchestra Ionel Banu (18, 20).

## Detalii ale albumului
- Genre: Folk, World, & Country
- Style: Folklore
- Limbi: Romana / Franceza
- Casa de discuri: MUSICAL ARK
- Catalog #:
- Format: CD, Compilation, Digisleeve
- Data Lansari: 5 mai 2009
- Durata albumului:

## Lista pieselor
- 01 - Tulnicul (Alpenhorn) [Song from Maramures and Oas counties] [2:36]
- 02 - Uhai, Bade (Hey Lover!) [Shepherd's song from Sibiu] [2:14]
- 03 - Mai Gheorghita, und-te duci (You Gheorgita, where to) [3:08]
- 04 - Pana cand nu te iubeam (I loved You) [4:15]
- 05 - Uite dealu, uite via (There's the hill, there's the vineyard) [Girdle Dance From Gorj] [2:56]
- 06 - Asta noapte te am visat (Last night I dreamt of You) [Song Form Banat] [3:07]
- 07 - Valeleu (My, Oh My!)	[1:53]
- 08 - Asta iarna erai iarna (Last winter it was a winter) [Song from Muntenia] [3:14]
- 09 - Trei focuri arde pe lume (Three fires is burning in the World) [4:31]
- 10 - Nici acela nu-i fichior (He's no real Man) [2:50]
- 11 - Doina Din maramures (Doina from Maramuresh) [4:01]
- 12 - Lume, lume (Life, Oh Life) [4:29]
- 13 - Lunca, lunca (Meadow, Meadow) [Song of the sub Carpathian Muntenia] [3:23]
- 14 - As Ofta sa-mi iasa focul (I had sigh to free the fire in me) [3:03]
- 15 - Paraus, apa vioara (Little stream with singing waters) [Dance from Southern Transylvania] [3:46]
- 16 - In tsigan avea o casa (Gipsy man who had a house) [3:52]
- 17 - Cantec de Leagan (Lullaby) [5:01]
- 18 - Agurida (Sour grapes) [4:25]
- 19 - Cat ii Marmauresul (Large as Maramuresh) [4:04]
- 20 - Frica mi-e ca mor ca maine (I am frightened of Death) [4:06]